# Nicolas Barré (prêtre)
Pour les articles homonymes, voir Nicolas Barré et Barré.
Nicolas Barré né à Amiens le 21 octobre 1621 et mort à Paris le 31 mai 1686 est un religieux minime français, fondateur des Sœurs de l'Enfant Jésus - Nicolas Barré et des Sœurs de l'Enfant Jésus - Providence de Rouen. Il est reconnu bienheureux par l'Église catholique.

## Biographie
Nicolas Barré est né le 21 octobre 1621 à Amiens. Ses parents étaient des commerçants aisés qui eurent cinq enfants dont il était l'aîné. Il est baptisé à l'église Saint-Germain le 17 décembre 1621.
Il fait ses études chez les Jésuites. En 1640, il entre chez les Minimes, fondés par saint François de Paule. Il y prononce ses vœux en 1641 et est ordonné prêtre en 1645. De 1645 à 1655, il assure la charge de professeur de théologie et de bibliothécaire au couvent de la place Royale (actuelle place des Vosges) à Paris. En 1655, sa santé se détériorant, Nicolas Barré est envoyé à Amiens où il se rétablit, avant de partir pour Rouen.
Là, de 1659 à 1675, il œuvre pour l'éducation des enfants pauvres en compagnie de quelques jeunes gens et jeunes filles qui s'organisent pour être totalement disponibles pour leur mission éducative. Dès 1662, au cours d'une mission populaire ils rassemblent des enfants pour les catéchiser et les enseigner à Sotteville-lès-Rouen. Le père Barré poursuit cette initiative à Rouen et établit une première communauté regroupant les femmes qui l'avaient aidé dans ses démarches. Ce furent les premières maîtresses des Écoles Charitables du Saint Enfant Jésus.
En 1675, il revient à Paris où il continue ses fondations d'écoles populaires et de communautés. Les Maîtresses des Écoles Charitables sont regroupées rue Saint-Maur d'où elles partent chaque jour vers les diverses paroisses de Paris pour y enseigner les filles. Elles sont surnommées « dames de (la rue) Saint-Maur », et s'appellent aujourd'hui Sœurs de l'Enfant Jésus - Nicolas Barré. Il est le conseiller de Jean-Baptiste de La Salle à qui il enjoint de « renoncer à ses biens et de vivre pauvre avec les maîtres d'école pour réussir avec les garçons comme les premières maîtresses charitables ont réussi auprès des filles. »
Il meurt le 31 mai 1686 à Paris.

## Vénération
Le procès en béatification de Nicolas Barré fut ouvert en 1919. Le retard s'explique essentiellement parce qu'après la Révolution française, l'ordre des Minimes ayant disparu de  France, les archives étaient restées inaccessibles. De plus les modifications canoniques des procès historiques ont entraîné une nouvelle rédaction de la Positio au milieu du XXe siècle.
Les documents de béatification (La positio) ont été publiés en 1970 et sa cause de béatification a été officiellement introduite le 5 avril 1976 par un décret du pape Paul VI.
Déclaré vénérable le 21 mars 1983 par le pape Jean-Paul II. Une guérison survenue en décembre 1989 a été reconnue « miraculeuse » en 1997. Nicolas Barré a été béatifié à Rome le 7 mars 1999 par le pape Jean-Paul II.
Liturgiquement, il est commémoré le 21 octobre.
Il est vénéré dans de nombreux pays (quatre continents) où des établissements scolaires, et centres éducatifs portent son nom, et où des prières quotidiennes lui sont adressées.

## Écrits
Nicolas Barré, prêtre et religieux minime, est le fondateur de l'institut des sœurs de l'Enfant-Jésus, dédié à l'éducation des enfants d'origine modeste.
Faire la volonté de Dieu

« Une pauvre femme qui n'avait même pas un morceau de pain à se mettre sous la dent se fait embaucher pour tirer de l'eau. On lui promet un beau salaire pour chaque tonneau qu'elle va remplir. Elle s'active, mais ses efforts sont vains. Elle en découvre la cause : la bonde est enlevée. Elle s'empresse de la remettre et reprend son travail avec plus d'ardeur. Mais le maître revient et demande d'enlever la bonde, et de poursuivre la tâche.

Après quelque temps, le découragement prend le dessus : tant d'effort inutiles, tant de fatigue pour rien. « Je n'ai guère de courage pour continuer », dit-elle à celui qui lui a confié ce travail. « Je te l'ai demandé ; peux-tu te contenter de savoir que cela me fait plaisir ? » Elle reprend sa tâche et finit même par la faire avec joie, heureuse de pouvoir procurer du bonheur à celui qui la lui a demandée.
Vient le moment de la paye. « Je n'ai rien mérité, dit-elle, au contraire, j'ai bien perdu du temps et murmuré. » Mais le maître lui découvre alors un immense réservoir qui, grâce à la peine qu'elle s'est donnée, est maintenant rempli d'une eau limpide. Et, pour la récompenser d'avoir poursuivi, uniquement par amour, une œuvre dont elle ne pouvait percevoir le résultat, il la paye doublement et la fait riche pour toujours.

Imaginez alors sa joie ! Voilà une image de ceux qui travaillent uniquement pour l'amour de Dieu et qui cherchent à lui rendre gloire en travaillant au salut des autres et à leur propre sanctification, sans voir de résultat ni de progrès, mais qui persévèrent toute leur vie, conscients de leur pauvreté, sans désirer de récompense, trop heureux que Dieu veuille bien les associer à son œuvre. »

— Bx Nicolas Barré. cité dans Mgr Jean-Claude Boulanger, Le chemin de Nazareth, une spiritualité du quotidien, Perpignan, Artège poche, 2019, p.263-264.

## Publications
- Œuvres Complètes, Le Cerf, 1994.
- Le Cantique spirituel, Arfuyen, 2004.
- Cent paroles, Fédération Nicolas Barré, 99 p.
- Lettres spirituelles, Toulouse, Douladoure, 1876, 448 p.

## Citations et pensées
Nicolas Barré (1621-1686) : Œuvres,.
- « Quoi qu'il arrive, soyez toujours en paix et confiez-vous en Dieu, il vous sera fait selon votre foi, votre espérance et votre charité et bien au-delà. » Lettre 61 (O.C. p 538)
- Maxime de conduite pour les maîtresses numéro 21 oeuvres complètes p. 128
- « Il faut s'appliquer davantage à établir le bien plutôt qu'à détruire le mal. Le bien étant établi, le mal ne pourra plus subsister. » Maxime pour la direction des âmes 17 oeuvres complètes p. 357
- « Plus nous sommes unis à Dieu plus nous recevons de force d'esprit et d'influence puisque Lui en est la source et l'océan. » — Lettre 27 (O.C. p 457)

### Iconographie
- Joseph Vivien, Portrait mortuaire du Père Nicolas Barré, la main gauche tenant le livre de la Règle, l'autre le cierge allumé symbole de la foi, du zèle, du bon exemple et de la lumière de gloire. L'œuvre est dédiée à Mademoiselle de Guise, principale bienfaitrice du père Barré et de son institution (Collectif, Les Maîtresses Charitables du Saint Enfant Jésus, Dornach, Braun & Cie, 1925, p. 12).